# Faithful
Faithful är ett album av Todd Rundgren, utgivet i april 1976.
De första sex låtarna, den första sidan på lp-skivan, är covers på klassiska 60-talslåtar av The Yardbirds ("Happenings Ten Years Time Ago"), The Beach Boys ("Good Vibrations"), The Beatles ("Rain", "Strawberry Fields Forever"), Bob Dylan ("Most Likely You Go Your Way and I'll Go Mine") och Jimi Hendrix ("If Six Was Nine"). Meningen var att de skulle låta så likt originalen som möjligt. Rundgren gjorde här en parallell till klassisk musik, inom vilken han menade stycken uppförs om och om igen utan att något väsentligt ändras.
Resten av albumet är Rundgrens egna låtar och sågs som en återgång till den poprock han blivit känd för med Something/Anything?, efter ha gjort mer experimentell musik på sina senare album.

## Låtlista
1. "Happenings Ten Years Time Ago" (Mike Love, Brian Wilson) - 3:13
2. "Good Vibrations" (Mike Love, Brian Wilson) - 3:44
3. "Rain" (John Lennon, Paul McCartney) - 3:17
4. "Most Likely You Go Your Way (And I'll Go Mine)" (Bob Dylan) - 3:27
5. "If 6 Was 9" (Jimi Hendrix) - 4:55
6. "Strawberry Fields Forever" (John Lennon, Paul McCartney) - 3:53
7. "Black and White" (Todd Rundgren) - 4:44
8. "Love of the Common Man" (Todd Rundgren) - 3:36
9. "When I Pray" (Todd Rundgren) - 2:59
10. "Cliche" (Todd Rundgren) - 4:01
11. "The Verb to Love" (Todd Rundgren) - 7:25
12. "Hamburger Hell" (Todd Rundgren) - 5:06

## Medverkande
- Todd Rundgren - gitarr, sång
- Roger Powell - trumpet, keyboards
- John Siegler - bas, cello
- Jon Wilcox - trummor